# Le Déserteur
"Le Déserteur" är en fransk antikrigssång från 1954 ,med text av  Boris Vian och musik av Vian och Harold B. Berg. Den har kommit i svenskspråkig version, som "Desertören" och "Jag står här på ett torg".

## Historik
Sången framfördes första gången 1954 av Marcel Mouloudji, mitt under slaget vid Dien Bien Phu under Indokinakriget, och var totalförbjuden i Frankrike till 1962. En lärare i Frankrike blev 1999 avskedad och avstängd på livstid efter att ha låtit spela sången under en lektion där man diskuterade kriget mot Algeriet. Sången har översatts till engelska, spanska, danska, italienska, katalanska, svenska och flera andra språk.
Sången är skriven i form av ett brev till den franske presidenten, där en soldat förklarar varför han inte tänker gå ut i krig för den franska kolonialismen.

### Versioner
Sången har sjungits in i olika versioner på bland annat engelska och svenska. På svenska finns den i två versioner, under titlarna "Desertören" respektive "Jag står här på ett torg"; båda versionerna är skrivna av Lars Forssell.
Bland de artister som framfört sången kan nämnas Joan Baez, Peter, Paul and Mary, Sofia Karlsson, Lill-Babs, Arja Saijonmaa, Monica Nielsen, Inger Öst, Ulla Sjöblom (1956) och Cornelis Vreeswijk.
| ”                               | För den som jag höll av har stympats, bränts och satsats, förlorats, glömts och kastats med andra i en grav. | „ |
| – Ur Forssells första tolkning. | |   |

Sjöbloms tolkning av sången är en av titlarna i boken Tusen svenska klassiker (2009).